# Occlusion ambiante
L'occlusion ambiante (ou occultation ambiante), aussi appelée Ambient Occlusion en anglais, est un algorithme utilisé dans la modélisation tridimensionnelle, ayant pour but d'améliorer le réalisme d'un rendu en représentant, ce que l'on appelle en arts graphiques, les ombres de contact.
Elle permet d'assombrir les zones naturellement difficiles d'accès à la lumière. Cela a pour effet de faire apparaître le relief des objets, là où les objets sans l'application de cette technique (ou une autre technique plus élaborée), apparaîtraient  entièrement plats. Comme cette méthode est proche de solutions physiquement correctes comme l'illumination globale, elle plaît en général aux yeux et donne une impression naturelle.
Le point manquant par rapport à l'illumination globale, est que l'occultation ambiante n'est pas capable de représenter les réflexions indirectes, seulement l'occlusion des flux irradiants. Grâce à cette simplification, elle est plus pratique à calculer.

## Procédé
L'algorithme repose sur un principe d'illumination globale, à savoir que la lumière est émise de tout point de l'espace tridimensionnel (ou espace 3D), et non pas d'un point isolé comme c'est le cas pour une source lumineuse représentée par une lampe.
Le principe de l'occultation ambiante est que plus deux faces sont rapprochées, plus la quantité de lumière diminue entre ces deux faces. En définissant avant le rendu le taux de lumière globale, on influence cette lumière, pouvant même lui donner une couleur particulière.

### Résultats
Cet effet est utilisé dans la majorité des logiciels de modélisation tridimensionnelle, ainsi que les moteurs de rendu demandant un important calcul, ou depuis quelques années, temps réel, tels que ceux des jeux vidéos ou de réalité virtuelle. Dans le cas des moteurs temps réels, elle apparaît dans les années 1990, tout d'abord sous forme de précalcul sur les textures, à une époque ou les processeurs graphiques n'ont pas la puissance nécessaire pour les calculer sur le rendu final.

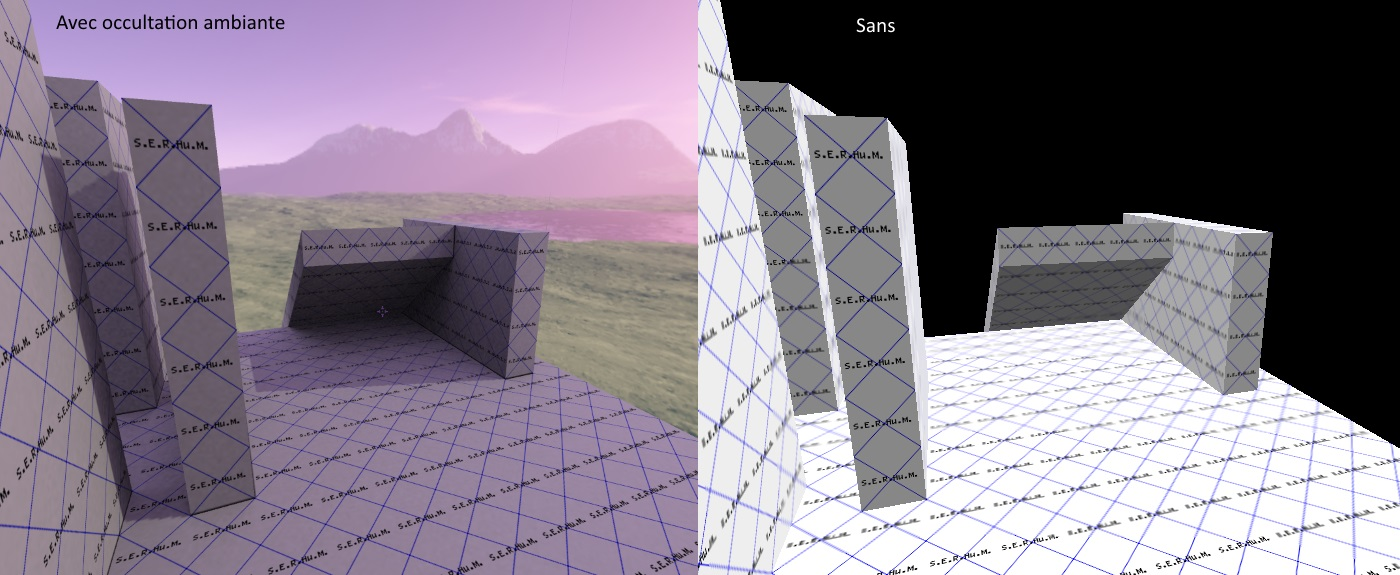
Utilisation (à gauche) d'un algorithme d’évaluation de l'occlusion d'un environnement irradiant. Contre, à droite, le même point de vue en rendu plat.

.